# Міхал Станіславський
Міхал Станіславський гербу Гриф (пол. Michał Stanisławski; пом. 1604) — польський шляхтич, військовик (ротмістр, полковник), урядник Речі Посполитої.

## Життєпис
Син сяноцького підчашого Каспера Станіславського, брат Бальцера (Бальтазара) Станіславського — великого коронного підскарбія; мати, ймовірно, з Міляновських. Походив з родини, що виводиться зі Станіславиць (Радомшанський повіт), яка на початку XVI ст. перенеслася до Руського воєводства.
Брав участь у багатьох виправах коронного війська проти ворогів. Посідав уряд подільського (кам'янецького) підкоморія. Загинув під час нападу на його маєток у власному домі.

### Сім'я
Перша дружина — з 1597 року Ельжбета з Гербуртів (о. Каспер Несецький стверджував, що її батько — Марцін Гербурт; Роман Желєвський — що Марцін був стрийком Миколая Гербурта), удова галицького каштеляна Станіслава Лянцкоронського. Вона подарувала йому свої володіння, його родина була більше, ніж півстоліття, власниками Дунаєвець.
Вдруге одружився з молодшою сестрою Івана Даниловича Ядвігою. Діти:
- Барбара, стала монахинею в Самборі
- Адам — тесть белзького воєводи Кшиштофа Конецпольського.